# Otvarta
OTVARTA – polski operator wirtualny telefonii komórkowej z kapitałem polskim. Oferuje usługi w modelu abonamentowym oferując dostępny stały adres IP w Internecie mobilnym w oparciu o infrastrukturę Polkomtel. W portfolio swoich taryf ma usługi głosowe oraz internetowe.

## Historia
Firma powstała w 2004 początkowo obsługując klientów biznesowych. W marcu 2018 firma rozszerzając profil swojej działalności rozpoczęła świadczenie usług mobilnych na terenie całego kraju.